# 1859

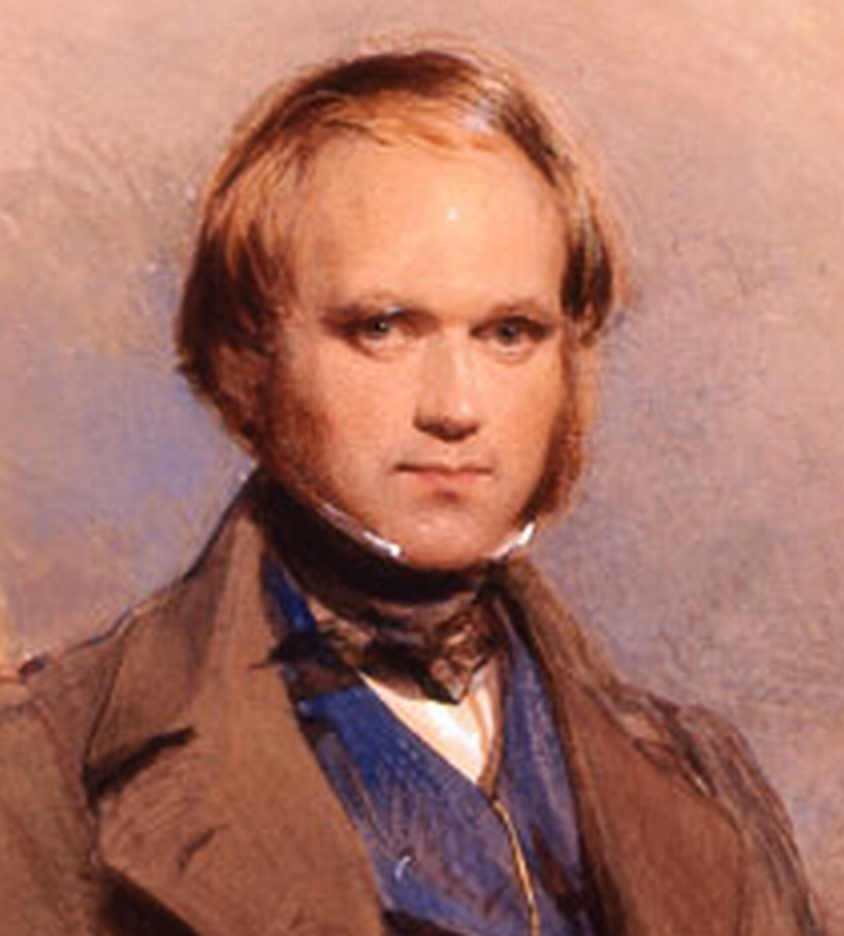
Een jeugdige Charles Darwin (1840)

Het jaar 1859 is het 59e jaar in de 19e eeuw volgens de christelijke jaartelling.

## Gebeurtenissen
januari
- 5 - Alexander Johan Cuza wordt gekozen tot vorst van Moldavië.
- 5 - De bewoners van het Zuiderzee-eiland Schokland verlaten onder druk van de Nederlandse regering hun woningen, die direct daarna onbewoonbaar worden gemaakt.[1]
- 21 - Mariano Salas (1797-1867) wordt interim-president van Mexico.
- 24 - Alexander Johan Cuza wordt gekozen tot vorst van Walachije. Het streven naar vereniging van de beide vorstendommen krijgt een sterke impuls.
- 28 - In de Verenigde Staten wordt de stad Olympia bij het Washingtonterritorium gevoegd.

februari
- 2 – Miguel Miramón (1832-1867) wordt interim-president van Mexico.
- 4 - Konstantin von Tischendorf neemt de Codex Sinaiticus voor tsaar Alexander II mee uit het Katharinaklooster op de Sinayberg.
- 11 - De Dopperkerk, een gereformeerd-calvinistische kerk in Zuid-Afrika, wordt te Rustenburg opgericht door de Friese immigrant Dirk Postma.
- 12 - De stoomboot Princess ontploft op de Mississippi met meer dan 70 dodelijke slachtoffers.
- 14 - Oregon treedt als 33e staat toe tot de Verenigde Staten van Amerika.

maart
- 1 - Uit een fusie ontstaat de handelsbank Lippmann, Rosenthal & Co. te Amsterdam.
- 1 -  De burgemeester van Schokland maakt op aanplakborden bij het gemeentehuis bekend, dat de 650 bewoners het eiland binnen vier maanden moeten verlaten. De overheid kan hun veiligheid niet langer waarborgen.
- 9 - Het Sardijnse leger mobiliseert zich tegen het Oostenrijkse leger, wat de spanningen tussen het Koninkrijk Sardinië en het Keizerrijk Oostenrijk doet toenemen.

april
- 29 – Oostenrijkse troepen steken de Ticino over, richting Piëmont-Sardinië. Begin van het gewapend conflict met Frankrijk, dat bekend staat als de Tweede Italiaanse Onafhankelijkheidsoorlog.

mei
- 12 - In verband met het gewapend conflict op het vasteland over Italië roept de Britse minister van Oorlog op tot de vorming van burgermilities, zoals in de Napoleontische tijd.
- 20 - Tijdens de Slag bij Montebello behaalt de Frans-Sardijnse alliantie een eerste overwinning op de Oostenrijkers.
- 26 - Tijdens Slag bij Varese verslaat een Sardijns vrijwilligerskorps de Oostenrijkers.
- 27 - Bij de Slag bij San Fermo worden de Oostenrijkers weerom verslagen door het Sardijns vrijwilligerskorps. Hun aanvoerder Giuseppe Garibaldi doet zijn intrede in de stad Como.

juni
- 4 - Bij Magenta worden de Oostenrijkers opnieuw verslagen. Milaan en Toscane komen in handen van Piëmont-Sardinië.
- 6 - Queensland wordt een aparte kolonie, afgescheiden van New South Wales en met Brisbane als hoofdstad.
- 12 - Henry John Temple, Lord Palmerston, vormt een liberaal kabinet; dit is het begin van vijftien jaar regering door de nieuwe Liberal Party in het Verenigd Koninkrijk.
- 24 - Slag bij Solferino. De gezamenlijke legers van Piëmont en Frankrijk verslaan die van Oostenrijk. De eenwording van Italië komt dichterbij doordat Lombardije bij Piëmont komt.
- 30 - De koorddanser Charles Blondin steekt als eerste, onder massale belangstelling, de Niagara watervallen over.

juli
- 11 - De Wapenstilstand van Villafranca maakt een einde aan de gevechten van de Tweede Italiaanse Onafhankelijkheidsoorlog.

augustus
- 8 - De bevolking van Parma en Piacenza stemt voor aansluiting bij het Koninkrijk Sardinië, ofwel voor een verenigd Italië.
- 15 - De Franse keizer Napoleon III geeft algemene amnestie aan politieke tegenstanders van het Tweede Franse Keizerrijk.
- 25 - De imam van de Kaukasus Sjamil en zijn familie worden door Russische strijdkrachten gearresteerd. Daarmee komt feitelijk na tientallen jaren een einde aan de Kaukasusoorlog.
- 28 - Edwin Drake boort de eerste oliebron aan voor de Pennsylvania Rock Oil Company te Titusville, op een diepte van zeventig voet.

september
- 2 - Carrington-gebeurtenis: de aarde wordt getroffen door de ergste zonnewind in de recente geschiedenis. Overal ter wereld vallen telegraafverbindingen uit. Het noorderlicht is zelfs in Cuba en Hawaï te zien.

oktober
- 4 - De eerste spoorlijn door Luxemburg wordt in bedrijf gesteld.
- 13 - Multatuli (pseudoniem voor Eduard Douwes Dekker) legt de laatste hand aan zijn debuutroman Max Havelaar, of de koffij-veilingen der Nederlandsche Handelmaatschappij.
- 15 - Met de opening van het deel tussen Ljubljana en Triëst, is de Südbahn van Wenen naar Triëst gereed.
- 16 - Een groepje abolitionisten onder leiding van John Brown doet een aanval op een federaal wapendepot in het stadje Harpers Ferry (Virginia). De volgende dag wordt de groep uitgeschakeld door een eenheid mariniers onder Robert E. Lee.

november
- 10 en 11 - Ondertekening van het Verdrag van Zürich, dat tot stand kwam na de Tweede Italiaanse Onafhankelijkheidsoorlog.
- 12 -  De eerste vliegende trapeze routine wordt uitgevoerd door Jules Léotard op drie trapeze staven in het Cirque d'Hiver.
- 24 - Charles Darwin publiceert zijn boek The origin of species in 1200 exemplaren.
- november - De wiskundige Bernhard Riemann publiceert in de Monatsberichte der Berliner Akademie het artikel Ueber die Anzahl der Primzahlen unter einer gegebenen Grösse, met daarin de Riemann-hypothese.
- november - De Parijse Belg Etienne Lenoir krijgt octrooi op een verbrandingsmotor.

december
- 2 - John Brown wordt opgehangen naar aanleiding van een mislukte poging een slavenopstand te starten.
- 8 - De Italiaanse landen Parma, Modena en de Pauselijke Staat worden opgenomen in de "koninklijke provincie Emilia".

zonder datum
- De kedive van Egypte, Said Pasja, sticht de stad Port Said.
- Gaston Planté, een Franse natuurkundige, vindt de loodzuurbatterij uit.

## Muziek
- Charles Gounod: Ave Maria, voor sopraan solo, orgel, piano en orkest - naar Johann Sebastian Bach, Wohltemperiertes Klavier, 1 deel, 1e prelude in C groot
- Johannes Brahms componeert zijn Serenade nr 2, Opus 16

## Beeldende kunst

Absinthdrinker Édouard Manet

## Bouwkunst

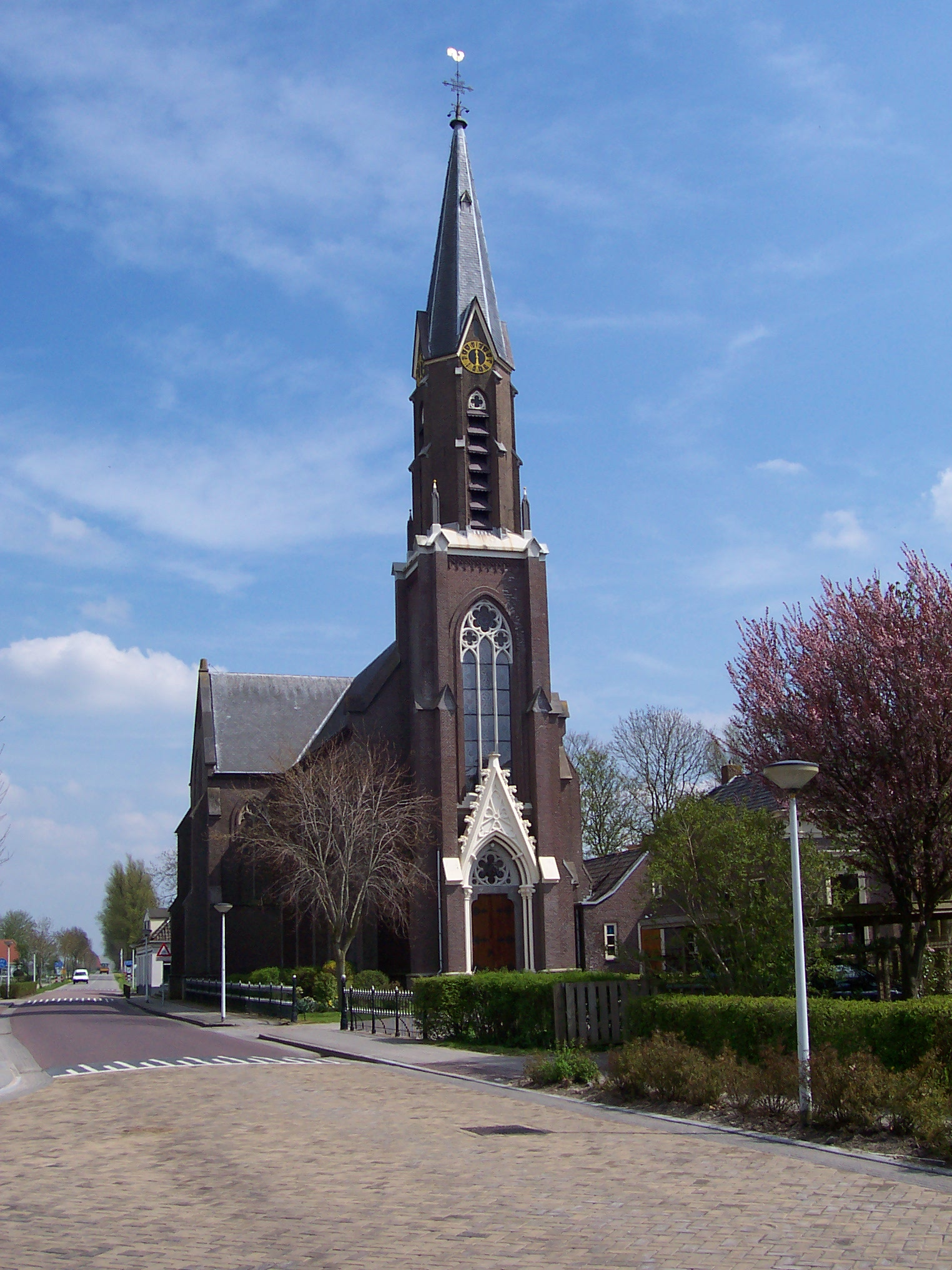
Sint-Martinuskerk, Warga, Hendricus Johannes Wennekers
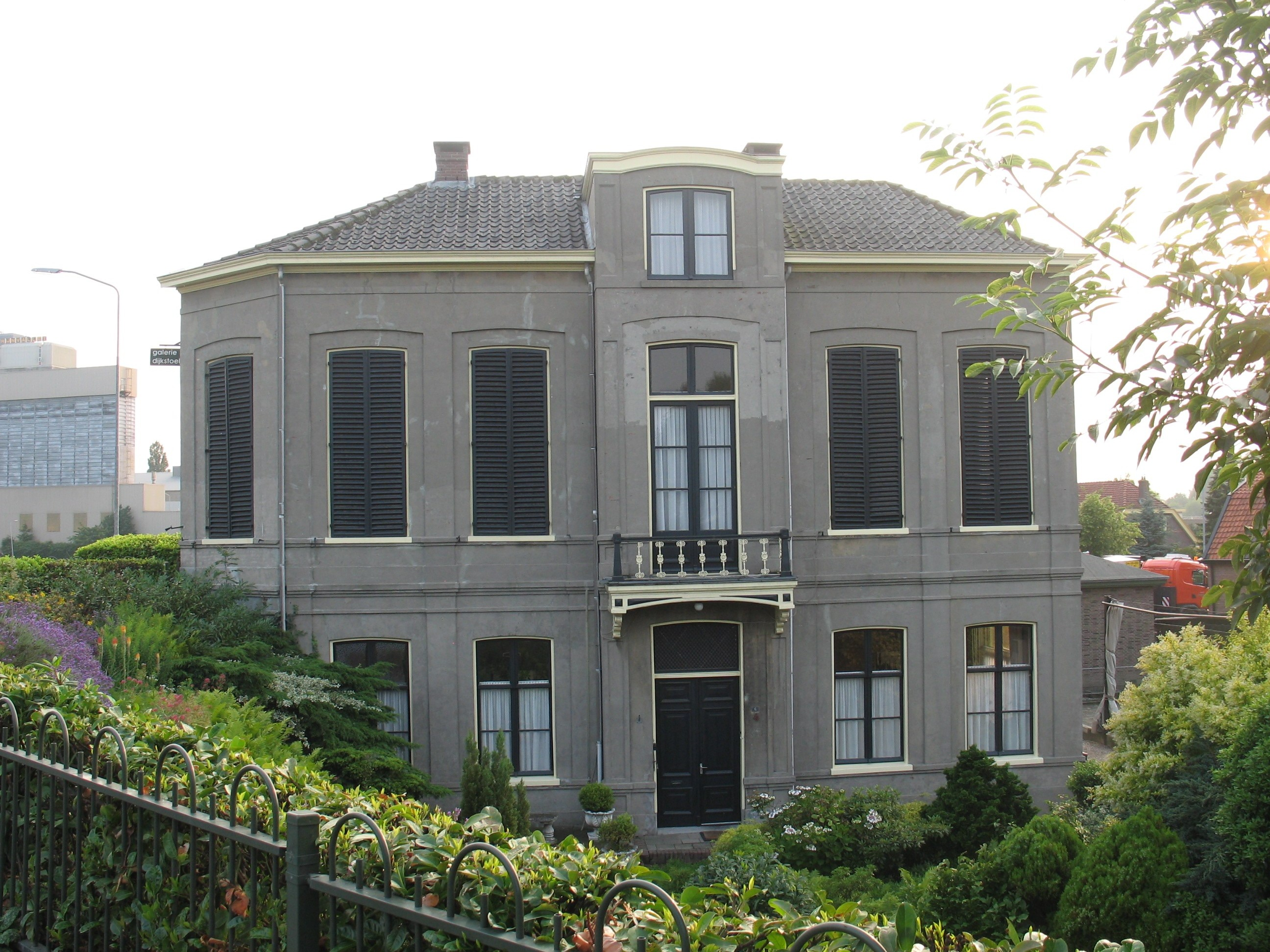
Dijkstoelhuis, Wageningen, A. van der Steur
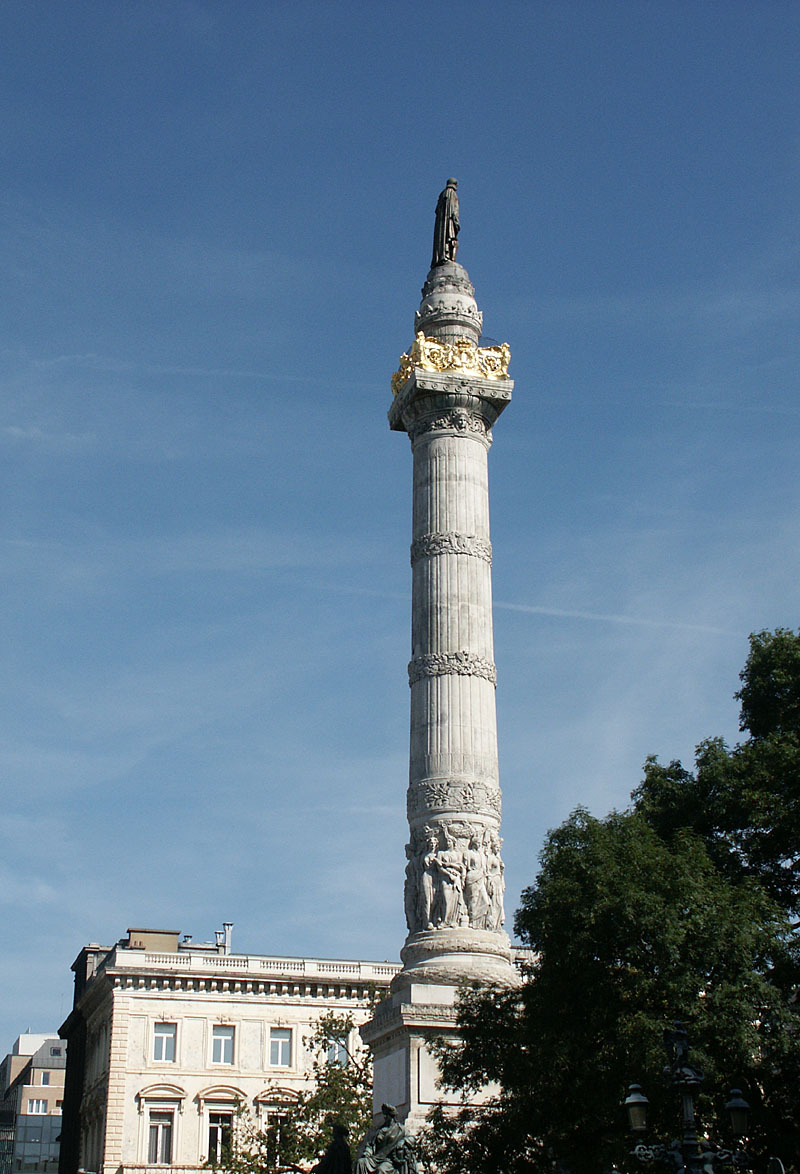
Congreskolom, Brussel, Joseph Poelaert

## Geboren
januari
- 2 - Jacob Rotgans, Nederlands hoogleraar en chirurg (overleden 1948)
- 9 - Fredrik Pijper, Nederlands theoloog, kerkhistoricus en rector magnificus van de Universiteit Leiden (overleden 1926)
- 11 - Romain Steppe, Belgisch kunstschilder (overleden 1927)
- 29 - Virginie Amélie Avegno Gautreau, Frans-Amerikaans socialite (overleden 1915)

februari
- 13 - Frank van der Goes, Nederlands marxistisch theoreticus (overleden 1939)
- 13 - William Strang, Schots etser en kunstschilder (overleden 1921)
- 15 - Jan de Boer, Nederlands gymnast (overleden 1941)

maart
- 8 - Kenneth Grahame, Engels schrijver (overleden 1932)
- 25 - Johanna Naber, Nederlands feministe en schrijfster (overleden 1941)
- 26 - A.E. Housman, Brits schrijver (overleden 1936)

april
- 8 - Edmund Husserl, Oostenrijks-Duits filosoof en wiskundige (overleden 1938)
- 18 - Eduard Cuypers, Nederlands architect (overleden 1927)
- 18 - Per Lasson, Noors componist (overleden 1883)
- 20 - Jacqueline Comerre-Paton, Frans kunstschilder (overleden 1955)

mei
- 2 - Jerome K. Jerome, Engels schrijver (overleden 1927)
- 3 - Enrique Mendiola, Filipijns pedagoog (overleden 1914)
- 6 - Willem Kloos, Nederlands dichter (overleden 1938)
- 12 - Frank Wilson, 9e premier van West-Australië (overleden 1918)
- 13 - Kate Marsden, Brits missionaris, ontdekkingsreiziger en verpleegster (overleden 1931)
- 15 - Pierre Curie, Frans natuurkundige (overleden 1906)
- 18 - Casper ten Boom, Nederlands verzetsstrijder (overleden 1944)
- 21 - Karl Stöhr, Duits architect en bouwondernemer (overleden 1931)
- 22 - Arthur Conan Doyle, Engels schrijver (overleden 1930)
- 26 - Felipe Agoncillo, Filipijns diplomaat en politicus (overleden 1941)
- 26 - Josip Pagliaruzzi, Sloveens dichter en schrijver (overleden 1885)
- 29 - Erich Wasmann, Oostenrijks entomoloog en pater (overleden 1931)

juni
- 10 - Jacques Perk, Nederlands dichter (overleden 1881)
- 23 - Floor Wibaut, Nederlands zakenman en politicus (overleden 1936)
- 24 - Marcela Agoncillo, Filipijns historisch figuur (overleden 1946)

juli
- 10 - William Le Roy Emmet, Amerikaans elektrotechnicus (overleden 1941)
- 10 - Willem Lodewijk de Vos van Steenwijk, Nederlands politicus (overleden 1947)

augustus
- 4 - Knut Hamsun, Noors schrijver en Nobelprijswinnaar (overleden 1952)
- 28 - Arnold Frederik Holleman, Nederlands scheikundige en hoogleraar (overleden 1953)

september
- 3 - Jean Jaurès, Frans politicus (overleden 1914)
- 20 - Cyriel Buysse, Vlaams schrijver (overleden 1932)
- 22 - Paul Baum, Duits kunstschilder (overleden 1932)
- 29 - J. Horace McFarland, Amerikaans uitgever (overleden 1948)

oktober
- 16 - Daisy Bates, Iers journaliste, antropologe en welzijnswerkster bij de Australische Aborigines (overleden 1951)
- 18 - Henri Bergson, Frans filosoof (overleden 1941)
- 20 - John Dewey, Amerikaans psycholoog (overleden 1952)
- 24 - Edouard Chappel, Belgisch-Engels kunstschilder (overleden 1946)

november
- 1 - Gerbrandus Jelgersma, Nederlands psychiater (overleden 1942)
- 2 - Augusta Peaux, Nederlands dichteres en vertaalster (overleden 1944)
- 15 - Christopher Hornsrud, Noors politicus (overleden 1960)
- 19 - Michail Ippolitov-Ivanov, Russisch componist, dirigent en muziekpedagoog (overleden 1935)
- 23 - Billy the Kid, Amerikaans 'outlaw' (overleden 1881)

december
- 1 - Vally Heyerdahl, Noors componist/pianist (overleden 1920)
- 2 - Georges Seurat, Frans kunstschilder en tekenaar (overleden 1891)
- 15 - Karl Wetaschek, Oostenrijks componist en dirigent (overleden 1936)
- 15 - Lejzer Zamenhof, Russisch bedenker van de kunsttaal Esperanto (overleden 1917)
- 20 - Antoon Derkinderen, Nederlands schilder en ontwerper (overleden 1925)

## Overleden
januari
- 18 - Alfred Vail (51), Amerikaans ingenieur en uitvinder

februari
- 6 - Johannes Josephus Viotta (45), Nederlands arts en componist

april
- 16 - Alexis de Tocqueville (53), Frans aristocraat, politiek filosoof en socioloog, historicus en staatsman

mei
- 6 - Alexander von Humboldt (89), Duits natuuronderzoeker en ontdekkingsreiziger
- 26 - Maria Anna Sophia Elisabeth van Saksen-Weimar-Eisenach (7), Duits vorstin

juni
- 11 - Klemens von Metternich (86), Oostenrijks staatsman

juli
- 24 - Joseph Tavernier, Frans landschapsschilder

augustus
- 4 - Johannes Maria Vianney (Pastoor van Ars) (73), Frans parochiepriester en heilige

september
- 1 - Louis Querbes (66), Frans priester en stichter van de congregatie van de Viatorianen
- 15 - Isambard Kingdom Brunel (53), Brits ingenieur

december
- 16 december - Wilhelm Grimm, Duits taalkundige

## Weerextremen in België
- 12 november: laagste etmaalgemiddelde temperatuur ooit op deze dag: 0,3 °C.
- 18 december: laagste etmaalgemiddelde temperatuur ooit op deze dag: −10,3 °C.